# Johann Franz von Palthen
Johann Franz von Palthen (* 17. Februar 1725 in Greifswald; † 1804) war ein deutscher Jurist und Schriftsteller.

## Leben
Er wurde als Sohn des Juristen Jakob Palthen und dessen Ehefrau Christina Hedwig, geborene von Boltenstern, Tochter von Franz Michael von Boltenstern, geboren. Rund ein Jahr nach seiner Geburt wurde die Familie in den erblichen schwedischen Reichsadel erhoben.
1739 nahm Johann Franz von Palthen an der Universität Greifswald das Studium von Logik und Moral, Physik, Philosophie, Latein, Französisch, Italienisch und Jura auf. Sein prägender Lehrer war Augustin von Balthasar. Nach dem Tod seines Vaters 1743 übernahm Palthens Onkel Samuel die Aufsicht über die weitere Ausbildung seines Neffen. 1745 veröffentlichte Johann Franz von Palthen seine erste heute noch fassbare Abhandlung. Diese befasste sich mit steuerrechtlichen Fragen. Im gleichen Jahr wechselte er an die Georg-August-Universität Göttingen. Entsprechend dem dortigen Lehrplan unternahm Palthen umfangreiche Reisen in verschiedene deutsche Länder. 1749 schloss er sein Studium wieder bei von Balthasar in Greifswald ab. Mit einer Arbeit zum Verwahrungs- und Hinterlegungsvertrag erwarb er den Doktor der Rechte und das Lizenziat beider Rechte.
Sein Onkel Samuel ermöglichte Palthen im Jahr 1750 den Antritt einer Stelle als Fiskal und Anwalt am Wismarer Tribunal. Beim Tod des kinderlosen Onkels noch im gleichen Jahr wurde Johann Franz dessen Haupterbe. Am 7. September 1751 heiratete er Catharina Eleonore von Boltenstern (1733–1763), eine Nichte seiner Mutter. Der Ehe entstammten sechs Kinder.
1759 wurde Palthen zum Justizrat ernannt. Bis zu seinem Tod 1804 nahm er verschiedene juristische und Verwaltungsfunktionen in Schwedisch-Pommern wahr.

## Werk
Neben juristischen Schriften verfasste von Palthen auch Aufsätze zu Politik und Staatsverfassung, Rezensionen, anakreontische Lyrik sowie mindestens ein Lustspiel und übersetzte Belletristik aus dem Englischen, Französischen, Italienischen und Lateinischen in das Deutsche. Ein Gesamtüberblick über sein Schaffen existiert heute nicht. Einige seiner Aufsätze erschienen im Rahmen der zeitgenössischen Intellektuellenzeitschriften. Mit seinem lyrischen Schaffen setzte sich Gotthold Ephraim Lessing in seinen Briefen, die neueste Literatur betreffend mit scharfer Kritik auseinander.
Er gehörte der Deutschen Gesellschaft zu Greifswald an und publizierte im Rahmen von deren Veröffentlichungen. Zudem war er Mitglied der ähnlich gelagerten Pommerschen Gesellschaft.
Palthens Aufsatz Projekt, einen immerwährenden Frieden in Europa zu unterhalten entfaltete eine gewisse Langzeitwirkung. Unter anderem wurde Palthen im frühen 20. Jahrhundert von Matthias Erzberger und Veit Valentin als früher Vorläufer des Völkerbundgedankens genannt. In dem Aufsatz entwirft Palthen einen europäischen Gerichtshof nach dem Vorbild des Reichskammergerichts und des Reichshofrats zur friedlichen Beilegung von Konflikten zwischen den Staaten.